# David Liebman

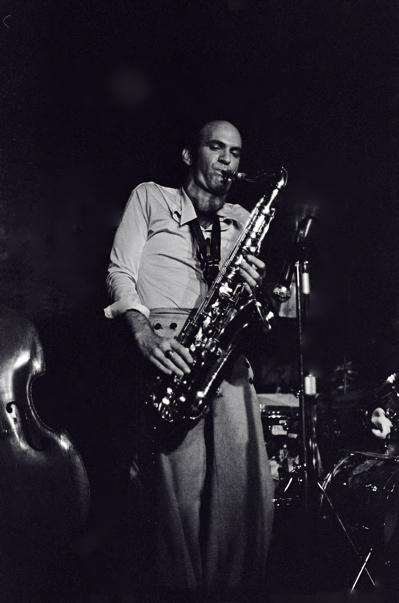
David Liebman

David Liebman (Brooklyn, 4 september 1946) is een Amerikaans saxofonist en fluitist.
Liebman speelt vanaf zijn negende piano en begon saxofoon te spelen op zijn twaalfde. Hij besloot zich toe te leggen op jazz nadat hij als tiener John Coltrane zag optreden in New York. Na zijn studie geschiedenis aan de New York University werkte hij in de jaren 60 samen met generatiegenoten als Pete La Roca, Dave Holland, Steve Swallow, Chick Corea en Michael Brecker. Van 1969 tot 1972 speelde hij in de band van drummer Elvin Jones. In 1972 werd hij toegevoegd aan de Miles Davis groep, en speelde hij mee op diens albums On the corner, Miles in Montreux, Get up with it, en Dark Magus. 